# Чорноріки
Чорноріки (пол. Czarnorzeki) — село в Польщі, у гміні Корчина Кросненського повіту Підкарпатського воєводства. До середини 1940-х років було замішанським. Населення — 347 осіб (2011).

## Історія
На території села під час розкопок знайдено сліди Лужицької культури. Перша згадка про село датована 1544 роком. Однак тоді населений пункт називався Воля Чорна, згодом — Чорний Потік і тільки після того — Чорноріки.
Село було відоме своїм ремеслом — каменярством. У Чорноріках виготовляли всілякі вироби з каменю: жорна, бруси для точил, млинські камені, надгробні плити.
Село входило до так званого одриконського ключа і в різні часи було власністю Климента Москаревського (Клеменса з Москажева), згодом родин Кам'янецьких, Яблоновських.
У 1939 році в селі проживало 720 мешканців (370 українців і 350 поляків).
До 1944 року більшість села (не менш як 60 % населення) складали українці. Однак усім їм довелось емігрувати у межах акції Виселення українців з Польщі до УРСР, попри те, що до 9 листопада 1944 року після радянської агітації за виїзд висловились тільки п'ять сімей.

## Демографія
Демографічна структура станом на 31 березня 2011 року:
|          | Загалом | Допрацездатний вік | Працездатний вік | Постпрацездатний вік |
| -------- | ------- | ------------------ | ---------------- | -------------------- |
| Чоловіки | 184     | 37                 | 132              | 15                   |
| Жінки    | 163     | 36                 | 85               | 42                   |
| Разом    | 347     | 73                 | 217              | 57                   |

## Етнографія
Науковці зараховували жителів Чорнорік разом із довколишніми селами до «замішанців» — проміжної групи між лемками і надсянцями.

## Пам'ятки
Від українців у селі залишилась мурована колишня греко-католицька церква святого Дмитра, споруджена у 1918—1921 роках. Збудована вона на місці давньої дерев'яної церкви, що походила з XVI століття. Метричні книги велися від 1784 р.
Зараз храм слугує костелом для місцевих католиків і є філією парафії сусіднього села Ванівка (Венглювка).

## Сучасні Чорноріки
Село відіграє роль зимового спортивного центру округи. Поблизу Чорнорік є лижна траса з освітленням (спуск на 460 метрів з перепадом висот у 73 метри, нахилом на 13 %) й витяг (перевозить до 900 людей на годину), безкоштовний паркінг. Уся ця інфраструктура належить до MOSiR (Місцевого осередку спорту і рекреації) Кросненського повіту.
Щороку в Чорноріках взимку розігрують Кубок мера Кросна з гірськолижного спорту.
В окрузі також відбуваються пейнтбольні ігри, а у вересні 2016-го село прийняло зліт позашляховиків «4х4 Чорноріки — Корчина».

### ПрироднийрезерватПжондки (Прядки)
У 1957 році поміж селами Чорноріки й Корчина обабіч автотраси Кросно — Ряшів створено природний резерват, що займає 13,63 га. Найвища точка резервату розташована на висоті 520 метрів над рівнем моря.
Резерват охоплює групу скельних останців. Їх висота сягає понад 20 метрів, а побудовані вони з цєжковицького пісковика. Під впливом ерозії він набув оригінального вигляду. Окремі скелі мають власні назви: Прядка-Баба, Гершт, Прядка-Матка. Назва резервату походить від легенди: вона свідчить про те, що скелі колись були дівчатами. Скам'яніли вони через покарання — за те, що пряли льон у свято.
На території резервату є п'ять туристичних шляхів: Прядки — Стрільниця, Кам'янець — Прядки, Чорноріки — Діл, Стрільниця — Суха Гора (при замку Кам'янець).
Резерват входить до Чорноріцько-Стрижівського пейзажного парку та є його головною цікавинкою.